# Strategisk miljöbedömning
Strategisk miljöbedömning syftar inom svensk samhällsplanering på processen med att bedöma miljöeffekter som myndigheter är ålagda att göra när de upprättar en plan eller ett program. En plan kan exempelvis vara en detaljplan, översiktsplan eller en trafikplan. Ett program är ofta en detaljplaneprogram. Kravet på att genomföra en strategisk miljöbedömning uppstår om planen eller programmet kan ha en betydande miljöpåverkan.
Om en strategisk miljöbedömning genomförs ska myndigheten även ha samråd och ta fram en miljökonsekvensbeskrivning. Man måste också ge tillfälle att komma med synpunkter både på planen och på miljökonsekvensbeskrivningen samt ta hänsyn till resultatet.
Myndigheter som genomför strategiska miljöbedömningar är ofta kommuner, regioner, Trafikverket eller Havs- och vattenmyndigheten. 
En motsvarande process finns för Verksamheter och åtgärder allmänt kallat projekt. Processen kallas då Specifik miljöbedömning och har likartade krav på att ta fram en miljökonsekvensbeskrivning